# Äußerer Gehörgang

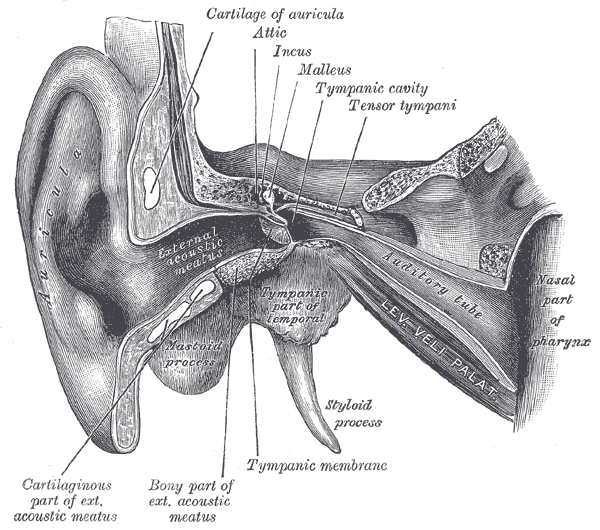
Zeichnung des äußeren Ohrs des Menschen

Der äußere Gehörgang (Meatus acusticus externus) beginnt an der Ohrmuschel und reicht bis zum Trommelfell. Er ist damit Bestandteil des Außenohres. Der äußere Gehörgang hat beim Menschen eine Länge von etwa 2 bis 2,5 cm bei einem Durchmesser von rund 7 mm und verläuft leicht schräg nach vorne und unten, weshalb bei der Untersuchung mit dem Otoskop zur besseren Sicht eine Begradigung durch sanften Zug am Ohr nach hinten und oben zu erreichen versucht wird.
Die Wand des äußeren Gehörganges wird in dem äußeren Drittel von einem Knorpel (Cartilago meatus acustici) geformt, der mit einem Teil (Lamina tragi) auch den Vorsprung an der Vorderseite des Gehörgangseinganges (Tragus) bildet. Die Wand der restlichen zwei Drittel bildet der knöcherne Gehörgang des Schläfenbeines. Der äußere Gehörgang ist vollständig von Haut ausgekleidet, die im äußeren Teil relativ dick ist, im knöchernen Teil, insbesondere in der Nähe des Trommelfelles, ist sie jedoch sehr dünn und unverschieblich mit der Knochenhaut verbunden. Am Trommelfell geht die Gehörgangshaut in die äußere Schicht (Stratum cutaneum) des Trommelfelles über. Die sensible Innervation des Gehörganges erfolgt durch den Nervus meatus acustici externi, ein Ast des Nervus auriculotemporalis, und den Ramus auricularis des Nervus vagus. Die Blutversorgung erfolgt über die Arteria auricularis profunda.
Ausschließlich im äußeren, knorpeligen Teil des Gehörganges befinden sich besondere Schutzhaare, die Tragi. Es handelt sich dabei um eine Sonderform der Borstenhaare. Das Sekret der speziellen Drüsen im Gehörgang, der sogenannten Knäueldrüsen (Glandulae ceruminosae, Ceruminaldrüsen), bildet zusammen mit Talg, der von mit Haaren assoziierten Drüsen stammt, und Epidermisschuppen das Ohrenschmalz (Cerumen).
Der Gehörgang verstärkt durch seine Eigenresonanz den eintreffenden Schall im Bereich von 2000 bis 4000 Hz, deshalb ist der Mensch für diese Frequenzen auch empfindlicher als für andere. Dieser Effekt, auch Real Ear Unaided Gain genannt, ist unter anderem auch für das frequenzabhängige Lautstärkeempfinden verantwortlich.
Zusätzlich wirkt der äußere Gehörgang wie ein λ/4-Resonator, da er mit dem Trommelfell abschließt, das heißt, der Gehörgang wirkt wie eine gedackte Orgelpfeife. Die Resonanzen liegen – wie bei gedackten Pfeifen – bei λ/4, 3 λ/4, 5 λ/4 usw. und lassen sich folgendermaßen berechnen:
Erste Resonanz:

λ/4 = 0,025 m = Länge des Gehörgangs

→ λ = 0,10 m

→ f = c / λ = 343 / 0,10 = 3430 Hz
Die zweite und dritte Resonanz ergibt sich analog:
|             |                   | Wellenlänge λ | Frequenz f = c / λ          |
| ----------- | ----------------- | ------------- | --------------------------- |
| 1. Resonanz | λ / 4 = 0,025 m   | λ1 = 0,100 m  | f1 = 343 / 0,100 = 3430 Hz  |
| 2. Resonanz | 3 λ / 4 = 0,025 m | λ2 = 0,033 m  | f2 = 343 / 0,033 = 10394 Hz |
| 3. Resonanz | 5 λ / 4 = 0,025 m | λ3 = 0,020 m  | f3 = 343 / 0,020 = 17150 Hz |

Damit liegt die dritte Resonanz bereits am äußeren Ende des menschlichen Hörbereichs – alle weiteren Resonanzen liegen außerhalb des Hörbereichs.
In den „Kurven gleicher Lautstärkepegel“ machen sich die beiden ersten Resonanzen durch eine erhöhte Empfindlichkeit bei etwa 4 kHz und 12 kHz bemerkbar. Dabei muss beachtet werden, dass bereits kleinste Unterschiede in der Länge des Gehörgangs (wie sie beim Menschen üblich sind) große Unterschiede in der Lage der Resonanzfrequenzen bewirken.